# 鄭鴻猷
鄭鴻猷（1856年—1920年4月2日），字贊侯，號澄州，福建彰化鹿仔港（今台灣彰化縣鹿港鎮）人，書法家。

## 生平
為光緒年間秀才，詩文、策論皆有聲於時。書畫俱佳，藝術涵養頗深，據說科考時，被主考官評為「字冠全台」。主張「磨墨者，師也；寫字者，生也。必能寫字，始會磨墨，蓋磨墨乃大學問矣。」
鄭鴻猷交遊廣闊，霧峰雅聚常見其身影。其精擅各體書法，以隸書、行草最為知名，隸書受呂世宜影響，容篆、隸于一體，傳世墨跡碑味濃厚，以風神氣魄著稱，大器磅礡，運筆秀勁神力，風格特具，親和中難掩耿毅剽悍氣息；漢隸橫平豎直，汲取西村雄渾之氣勢與特質，篆書則布白勻稱平穩，偶爾放筆作徑尺行書。
鄭鴻猷並非僅是一位飽讀書詩善書能文之輩，其對家國鄉里之愛更值得後人頌揚、學習，鹿港書家多受其影響，為鹿港百年來最有成就之書法家。但是其一生機運不佳，曾北上大稻埕依賴揮毫以賺取潤筆，亦在鹿港武廟文祠設寫字室，現今武廟右廊尚保存其昔日使用的文房四寶及遺蹟。鹿港老字號糕餅店玉珍齋牌樓面上的“玉珍齋”三個字即出自鄭鴻猷之手。1920年4月2日病逝。